# 전성철
전성철(1969년 9월 7일 ~)은 해태 타이거즈에서 뛰었던 재일교포 야구 선수다.

## 출신 학교
- 상원고등학교
- 오사카시립대학

## 같이 보기
- 1995년 해태 타이거즈 시즌